# Krzyżanów (gemeente)
De gemeente Krzyżanów is een landgemeente in het Poolse woiwodschap Łódź, in powiat Kutnowski.
De zetel van de gemeente is in Krzyżanów.
Op 30 juni 2004 telde de gemeente 4554 inwoners.

## Oppervlakte gegevens
In 2002 bedroeg de totale oppervlakte van gemeente Krzyżanów 102,98 km², waarvan:
- agrarisch gebied: 85%
- bossen: 3%

De gemeente beslaat 11,62% van de totale oppervlakte van de powiat.

## Demografie
Stand op 30 juni 2004:
| Omschrijving                   | Totaal | Totaal | Vrouwen | Vrouwen | Mannen | Mannen |
| ------------------------------ | ------ | ------ | ------- | ------- | ------ | ------ |
| eenheid                        | aantal | %      | aantal  | %       | aantal | %      |
| inwoners                       | 4554   | 100    | 2278    | 50      | 2276   | 50     |
| bevolkingsdichtheid (inw./km²) | 44,2   | 44,2   | 22,1    | 22,1    | 22,1   | 22,1   |

In 2002 bedroeg het gemiddelde inkomen per inwoner 1251,99 zł.

## Administratieve plaatsen (sołectwo)
Goliszew, Julianów, Kaszewy Dworne, Kaszewy Tarnowskie, Kaszewy-Kolonia, Krzyżanów, Krzyżanówek, Kuchary, Ktery A, Ktery B, Łęki Kościelne, Malewo, Marcinów, Micin, Młogoszyn, Pawłowice, Psurze, Rustów, Różanowice, Rybie, Siemieniczki, Sokół, Stefanów, Siemienice, Wały B, Wierzyki, Władysławów, Wojciechowice Duże, Wyręby Siemienickie, Złotniki, Żakowice.

## Overige plaatsen
Brony, Kaszewy Kościelne, Kaszewy-Spójnia, Konary, Ktery SK, Łęki Kościelne SK en Łęki Górne, Mieczysławów, Świniary, Uroczysko Leśne, Wały A, Wojciechowice Małe, Zawady, Zieleniew.

## Aangrenzende gemeenten
Bedlno, Góra Świętej Małgorzaty, Kutno, Oporów, Piątek, Witonia